# Оптико-механічний голографічний дефлектор

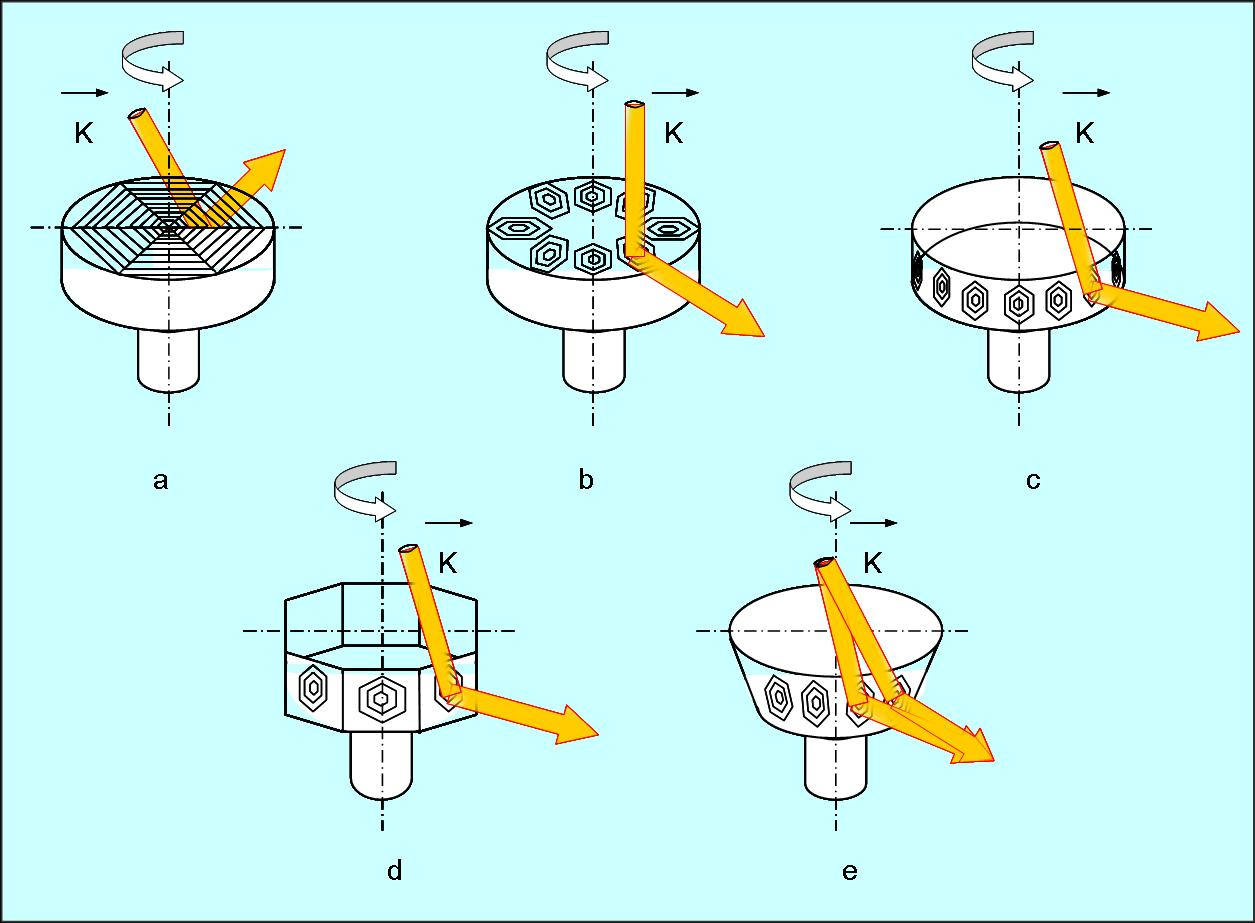
Оптико-механічні голографічні (ОМГ) дефлектори.

Оптико-механічний (голографічний ОМГ) дефлектор (англ. Optical-mechanical holographic scanner або Holographic scanner) — пристрій, в якому відхилення оптичного пучка у просторі досягається дифракцією його на дифракційній структурі голограми, що нанесена на підкладку та механічно переміщується по певному закону.

## Загальна інформація
З кінця 60-х років минулого сторіччя у зв'язку зі значним поширенням лазерів та засобів голографії були створені оптико-механічні голографічні (ОМГ) дефлектори, в яких відхилення оптичного пучка у просторі досягається дифракцією його на дифракційній структурі голограми, що нанесена на підкладку та механічно переміщується по певному закону. В ОМГ дефлекторах роль дзеркальних барабанів-призм та барабанів-пірамід виконують голограми.

## Класифікація оптико-механічних голографічних дефлекторів
За видом взаємодії оптичного пучка та голограми:
- пропускаючі ОМГ дефлектори
- відбиваючі ОМГ дефлектори

За формою підкладки, що використовується для нанесення голограм:
- дискові ОМГ дефлектори (а, b)
- циліндричні ОМГ дефлектори (c)
- призматичні ОМГ дефлектори (d)
- конічні ОМГ дефлектори (e)

За способом просторового поширення оптичного пучка:
- однокоординатні ОМГ дефлектори
- двохкоординатні ОМГ дефлектори
- трьохкоординатні ОМГ дефлектори

## Побудова оптико-механічного голографічного дефлектора
ОМГ дефлектор звичайно включає mг голограмм-«граней» у вигляді дифракційних ґраток або зонних пластинок Френеля — Соре. За один оберт підкладки оптичний пучок формує n ліній сканування (розгортки). Основними перевагами ОМГ дефлекторів  у порівнянні з традиційними ОМ дефлекторами є: можливість внутрішнього фокусування при використанні зонної пластинки Френеля — Соре; можливість двокоординатного та трьохкоординатного сканування; виконання функції оптичного фільтра; усунення координатних спотворень, нерівномірності лінійної та кутової швидкості сканування оптичного пучка; простота серійного виготовлення, малі габарити та маса.
Наявність хроматичних аберацій в оптичних дифракційних елементах ОМГ дефлекторів потребує ретельного підбору довжини хвилі випромінювання оптичного пучка, що використовується для запису та сканування, й звужує можливість розгортки оптичного пучка у широкому спектральному діапазоні випромінювання. Звичайно використовуються в приладах для сканування лазерного монохроматичного випромінювання.